# (74302) 1998 TG1
(74302) 1998 TG1 – planetoida z pasa głównego asteroid okrążająca Słońce w ciągu 4,38 lat w średniej odległości 2,68 j.a. Odkryta 12 października 1998 roku.